# Ramzes IV
Ramzes IV – faraon, władca starożytnego Egiptu z XX dynastii, z okresu Nowego Państwa. Syn Ramzesa III i królowej Isis (Iset). Panował prawdopodobnie w latach 1152–1145 p.n.e. 
Osiągnął sukcesję po śmierci swego ojca, a wyniku przedwczesnej śmierci starszego brata, Amonherchopszefa. Zasiadł na tronie w wieku powyżej czterdziestu lat. Swoje panowanie rozpoczął od wdrożenia lub kontynuowania procesu przeciwko zamachowcom na swego ojca. Małżonką jego była Tantipet, prawdopodobnie matka jego syna i następcy – Ramzesa V.
Niewiele wiadomo o czasach rządów Ramzesa IV. Niewątpliwie władza królewska stopniowo słabła i szerzyła się korupcja. Egipt stopniowo tracił swe wpływy w Azji aż do całkowitego oderwania się podległych terytoriów, co spowodowało utratę wpływów z danin. Skarb opustoszał. Miało to wielki wpływ na politykę wewnętrzną kraju. Ograniczało w znacznym stopniu zamierzenia władcy. Wiele z jego przedsięwzięć budowlanych nigdy nie zostało zrealizowanych, pozostając jedynie w formie projektów. Rozpoczęto budowę dwóch wielkich świątyń w Tebach Zachodnich, wzorowanych na zespole w Medinet Habu, jednakże o wiele większych. Ponownie rozpoczęto eksploatacje kamieniołomów w Wadi Hammamat. Wysłano tam trzy ekspedycje mające sprowadzić kamień na budowy świątyń, w tym świątyni grobowej władcy. Mimo wysiłków niewiele zdołano zrealizować. Powstała jedynie niewielka świątynia w Tebach Zachodnich. W chwili śmierci władcy, prawdopodobnie nawet jego grobowiec nie był jeszcze gotowy. Do naszych czasów zachował się papirus z planem grobowca, przechowywany w Museo delle Antichità Egizie w Turynie.
Ramzes IV pochowany został w Królewskiej Nekropoli w Dolinie Królów. W czasach rabunków, pod koniec XX dynastii, mumia króla została przeniesiona do skrytki w grobowcu (KV35) Amenhotepa II, gdzie została odnaleziona przez Victora Loreta w 1898 r. Obecnie znajduje się w Muzeum Egipskim w Kairze.

## Tytulatura
| G5 |

| G5 |

| E1 · D40 | mAat · anx · Aa11 |

| E1 · D40 | mAat · anx · Aa11 |

| E1 · D40 | mAat · anx · Aa11 |

| E1 · D40 | mAat · anx · Aa11 |

| G5 |

| G5 |

| E1 · D40 | mAat · anx · Aa11 |

| E1 · D40 | mAat · anx · Aa11 |

| E1 · D40 | mAat · anx · Aa11 |

| E1 · D40 | mAat · anx · Aa11 |

| G16 |

| G16 |

| Aa11 · a · k | I6 · Aa15 · t · O49 | G45 · f | V1 · D40 | pD · X1 | Z3 | Z3 | Z3 |

| Aa11 · a · k | I6 · Aa15 · t · O49 | G45 · f | V1 · D40 | pD · X1 | Z3 | Z3 | Z3 |

| Aa11 · a · k | I6 · Aa15 · t · O49 | G45 · f | V1 · D40 | pD · X1 | Z3 | Z3 | Z3 |

| Aa11 · a · k | I6 · Aa15 · t · O49 | G45 · f | V1 · D40 | pD · X1 | Z3 | Z3 | Z3 |

| G16 |

| G16 |

| Aa11 · a · k | I6 · Aa15 · t · O49 | G45 · f | V1 · D40 | pD · X1 | Z3 | Z3 | Z3 |

| Aa11 · a · k | I6 · Aa15 · t · O49 | G45 · f | V1 · D40 | pD · X1 | Z3 | Z3 | Z3 |

| Aa11 · a · k | I6 · Aa15 · t · O49 | G45 · f | V1 · D40 | pD · X1 | Z3 | Z3 | Z3 |

| Aa11 · a · k | I6 · Aa15 · t · O49 | G45 · f | V1 · D40 | pD · X1 | Z3 | Z3 | Z3 |

| G8 |

| G8 |

| wsr | s | rnp | rnp | rnp | wr · r | n · xt · x · t · D40 | Z3 |

| wsr | s | rnp | rnp | rnp | wr · r | n · xt · x · t · D40 | Z3 |

| wsr | s | rnp | rnp | rnp | wr · r | n · xt · x · t · D40 | Z3 |

| wsr | s | rnp | rnp | rnp | wr · r | n · xt · x · t · D40 | Z3 |

| G8 |

| G8 |

| wsr | s | rnp | rnp | rnp | wr · r | n · xt · x · t · D40 | Z3 |

| wsr | s | rnp | rnp | rnp | wr · r | n · xt · x · t · D40 | Z3 |

| wsr | s | rnp | rnp | rnp | wr · r | n · xt · x · t · D40 | Z3 |

| wsr | s | rnp | rnp | rnp | wr · r | n · xt · x · t · D40 | Z3 |

| M23 · X1 | L2 · X1 |

| M23 · X1 | L2 · X1 |

| ra | wsr | Sw | C12 | stp | S3 |

| ra | wsr | Sw | C12 | stp | S3 |

| ra | wsr | Sw | C12 | stp | S3 |

| ra | wsr | Sw | C12 | stp | S3 |

| M23 · X1 | L2 · X1 |

| M23 · X1 | L2 · X1 |

| ra | wsr | Sw | C12 | stp | S3 |

| ra | wsr | Sw | C12 | stp | S3 |

| ra | wsr | Sw | C12 | stp | S3 |

| ra | wsr | Sw | C12 | stp | S3 |

| M23 · X1 | L2 · X1 |

| M23 · X1 | L2 · X1 |

| ra | HqA | C12 | stp · n |

| ra | HqA | C12 | stp · n |

| ra | HqA | C12 | stp · n |

| ra | HqA | C12 | stp · n |

| M23 · X1 | L2 · X1 |

| M23 · X1 | L2 · X1 |

| ra | HqA | C12 | stp · n |

| ra | HqA | C12 | stp · n |

| ra | HqA | C12 | stp · n |

| ra | HqA | C12 | stp · n |

| G39 | N5 |

| G39 | N5 |

| ra | C2 · C12 | N36 | HqA | ms · z · z | Sw |

| ra | C2 · C12 | N36 | HqA | ms · z · z | Sw |

| ra | C2 · C12 | N36 | HqA | ms · z · z | Sw |

| ra | C2 · C12 | N36 | HqA | ms · z · z | Sw |

| G39 | N5 |

| G39 | N5 |

| ra | C2 · C12 | N36 | HqA | ms · z · z | Sw |

| ra | C2 · C12 | N36 | HqA | ms · z · z | Sw |

| ra | C2 · C12 | N36 | HqA | ms · z · z | Sw |

| ra | C2 · C12 | N36 | HqA | ms · z · z | Sw |